# Carolina Bona
Carolina Bona Renedo es una actriz española nacida en Madrid en 1980.
Es conocida principalmente por su papel de Inés en la serie Amar en tiempos revueltos. En cine ha intervenido en películas como Torrente 2 de Santiago Segura, Entre las piernas de Manuel Gómez Pereira, Juana la Loca de Vicente Aranda y El portero de Gonzalo Suárez interpretando pequeños papeles. También destaca su aparición en las series Un lugar en el mundo donde interpretó a Sara, Hospital Central, Sin tetas no hay paraíso y también interpretó a Elisa en la serie Hay alguien ahí.
Recientemente ha realizado intervenciones en películas como Teresa, el cuerpo de Cristo (Ray Loriga) o Sexykiller, morirás por ella (Miguel Martí) y protagoniza Hoy no se fía, mañana sí, primer largometraje de Francisco Avizanda.
También ha participado en el rodaje de la TV movie Coslada Cero.